# 7898 Окума
7898 Окума (7898 Ohkuma) — астероїд головного поясу, відкритий 15 грудня 1995 року.
Тіссеранів параметр щодо Юпітера — 3,619.
Названо на честь Окума (яп. おおくま(大熊) о:кума)